# 第四代贝德福德公爵约翰·罗素

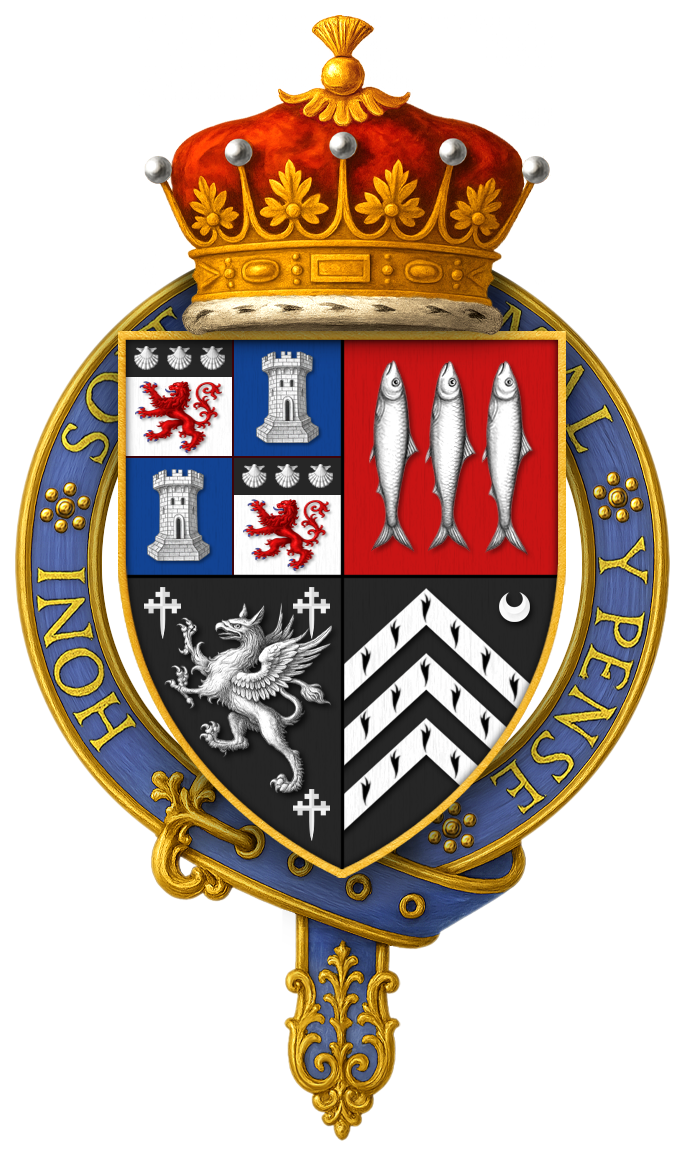
罗素家族徽章

第四代贝德福德公爵约翰·罗素（英語：John Russell, 4th Duke of Bedford；1710年9月30日—1771年1月5日) ，是18世纪50至70年代英格兰主要议会派“贝德福德辉格党”领袖。
1732年在他兄长第三代貝德福德公爵賴奧斯禮·羅素死后一年继承公爵爵位，1744年任海军大臣。1761年任掌玺大臣。他极力主张和平，1762年奉命前往法国进行谈判，翌年签订《巴黎和约》。1763年任枢密院大臣。以他的名字命名的政治集团中有桑德威奇勋爵、高尔勋爵、韦默思勋爵和R·里格比等著名人物。1765年他因眼疾退出公职，其集团在他死后仍存在约10年之久。

## 家庭
约翰·罗素於1735年與黛安娜·史賓賽結婚。黛安娜的父親是第三代桑德蘭伯爵查爾斯·史賓賽，母親是第一代馬爾博羅公爵約翰·邱吉爾的女兒安妮·邱吉爾。兩人沒有子女。
1737年，约翰·罗素再娶高尔伯爵之女葛楚德·高爾，兩人共有1子1女：
1. 法蘭西斯（英语：Francis Russell, Marquess of Tavistock）（1739年—1767年），第五代和第六代公爵的父親
2. 卡羅琳（英语：Caroline Spencer, Duchess of Marlborough）（1743年—1811年），馬爾博羅公爵夫人